# Ricardo Azevedo (escritor)
Ricardo José Duff Azevedo (São Paulo, 1949) é um escritor, ilustrador e pesquisador brasileiro. filho do também do autor de obras didáticas e pensador da geografia <Aroldo de Azevedo> e neto de Arnolfo Rodrigues de Azevedo, que foi senador por São Paulo e deputado nacional. Quando deputado, foi Presidente da Câmara dos Deputados por quatro anos e foi quem fez construir o Palácio Tiradentes, no Rio de Janeiro, para sede da Câmara.
Ricardo Azevedo tem tres filhos e publicou mais de cem livros infantis. O primeiro foi escrito quando ainda adolescente – tinha 17 anos –  que foi batizado de Um homem no sótão. Seus livros receberam diversos prêmios e foram publicados em outros países, como a França, Portugal, México, Alemanha e Holanda.
Formado em comunicação visual pela Faculdade de Artes Plásticas da Fundação Armando Álvares Penteado (FAAP), é mestre em Letras e doutor em Teoria Literária (USP). Até 1983, quando decidiu dedicar-se  a escrever livros, trabalhou como publicitário atividade que o ajudou a desenvolver seu texto e, ao mesmo tempo, compreender a linguagem oral.
O escritor também é desenhista, autor das ilustrações da maioria de seus livros. Uma outra paixão, também presente em seu trabalho, é a cultura popular, da qual é pesquisador. Vários de seus livros abordam formas literárias sobre as raízes dos contos populares, mais especificamente dos contos maravilhosos e de encantamento, quadras, adivinhas: No meio da noite escura tem um pé de maravilha!, Contos de enganar a morte e Armazém do folclore, são alguns exemplos das influências da cultura popular na literatura infantil, todos da editora Ática.
O interesse por questões relacionadas à cultura popular remete à infância de um menino criado entre os livros do pai, professor universitário, dedicado às questões culturais do Brasil. As histórias do escritor têm como tema central as discussões sobre a existência de diferentes pontos de vista. Em O livro dos pontos de vista (Ática), um cachorro, um gato, um sapo, uma menina e um menino, entre outros personagens, dão suas versões sobre a nada fácil convivência. No mesmo tom, seguem as obras, Uma velhinha de óculos, chinelos e vestido azul de bolinhas brancas (Companhia das Letrinhas) e Nossa rua tem um problema (Ática).
Ricardo também tem sucesso entre as editoras tendo vários livros publicados em cada uma delas.(como a editora Moderna, editora Ática,etc...)

## Livros
- Nossa rua tem um problema (Editora Ática - 1993)
- Aviãozinho de Papel (Editora Companhia das Letras - 1994)
- Três lados da mesma moeda (Editora Ática - 1996}
- A casa do meu avô (Editora Ática - 1998)
- Lúcio vira bicho (Companhia das Letras - 1998)
- Pobre corintiano careca (Editora Ática - 1998)
- Uma velhinha de óculos, chinelos e vestido azul de bolinhas brancas (Editora Companhia das Letrinhas - 1998)
- A outra enciclopédia canina (Editora Companhia das Letras - 1998)
- Dezenove poemas desengonçados (Editora Ática - 1998)
- Meu material escolar (Edtora Quinteto - 2000)
- Armazém de folclore (Editora Ática - 2000)
- O livro dos sentidos (Editora Ática - 2000)
- Um homem no sótão (Editora Ática - 2001)
- No meio da noite escura tem um pé de maravilha (Editora Ática - 2002)
- Não existe dor gostosa (Editora Companhia das letrinhas - 2003)
- Contos de enganar a morte (Editora Ática - 2003)
- Abre a boca (Editora Companhia das Letrinhas - 2005)
- Contos de Bichos do Mato (Editora Ática - 2005)
- Contos de Espanto e Alumbramento (Editora Scipione - 2005)
- Ninguém sabe o que é um poema (Editora Ática - 2005)
- Aula de carnaval e outros poemas (Editora Ática - 2006)
- Araújo & Ophélia (Moderna - 2006)
- A hora do cachorro louco (Editora Ática - 2006)
- O peixe que podia cantar (Editora Edições SM - 2006]
- Chega de saudade (Editora Moderna - 2006)
- O livro dos pontos de vista (Editora Ática - 2006)
- O livro das palavras (Editora do Brasil - 2007)
- Você diz que sabe muito, borboleta sabe mais! (Editora Moderna - 2007)
- Cultura da terra (Editora Moderna - 2008)
- Contos de Adivinhação (Editora Ática - 2008)
- Vou-me embora desta terra, é mentira eu não vou não! (Editora Moderna - 2008)
- Papagaio come milho, periquito leva a fama! (Editora Moderna - 2008)
- Histórias de bobos, bocós, burraldos e paspalhões (Editora Ática - 2009)
- O sábio ao contrário (Editora do Brasil - 2009)
- O moço do correio e a moça da casa de tijolinho (Editora do Brasil - 2009)
- Fazedor de tatuagem (Editora Moderna - 2010)
- A borboleta azul (Editora ÔZé - 2010)
- O leão Adamastor (Editora Formato - 2010)
- Como tudo começou (Reedição – Acompanha CD com poemas musicados) (EditoravSaraiva - 2010)
- Livro de papel (Reedição – Acompanha CD com poemas musicados) (Editora do Brasil - 2010)
- Contos e lendas de um vale encantado (Editora Ática - 2010)
- Marinheiro Rasgado (Editora Formato - 2010)
- Esqueleto, tomate e pulga (Editora ÔZé - 2011)
- O chute que a bola levou (Editora Moderna - 2011)
- O leão da noite estrelada (Editora Formato - 2011)
- Meu livro de folclore (Editora Ática - 2011)
- O motoqueiro que virou bicho (Editora Moderna - 2012)
- Abençoado & Danado do Samba: Um estudo sobre o discurso popular (Editora Edusp - 2013)
- Fragosas brenhas do mataréu (Editora Ática - 2013)
- Trezentos parafusos a menos (Editora Moderna - 2013)
- Se eu fosse aquilo (Editora Ática - 2014)